# Qian Weichang

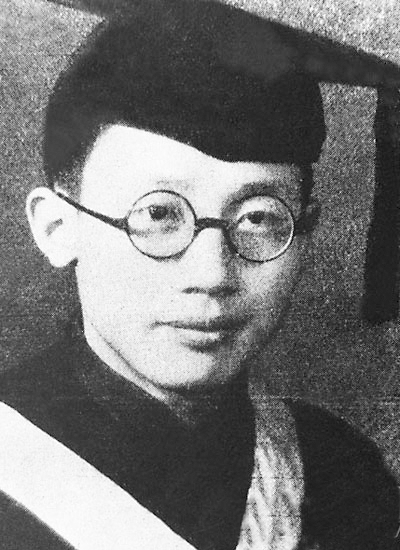
Qian Weichang 1935

Qian Weichang (chinesisch 錢偉長 / 钱伟长, Pinyin Qián Wěicháng, * 9. Oktober 1912 in Wuxi; † 30. Juli 2010 in Shanghai) war ein chinesischer Physiker und Politiker der Demokratischen Liga Chinas. Er war von 1983 bis zu seinem Tod Rektor der heutigen Shanghai-Universität und gilt als einer der Begründer der modernen Mechanik und Angewandten Mathematik in China.

## Jugend und Studium
Qian Weichang wurde am 9. Oktober 1912 als ältestes von fünf Kindern des Dorfschullehrers Qian Zhi (钱挚) im Dorf Qifangqiao (七房桥村) der Gemeinde Hongsheng (鸿声乡) des damaligen Kreises Wuxi, Provinz Jiangsu, in gebildeten aber ärmlichen Verhältnissen geboren. Sein Vater war ein älterer Bruder des berühmten Historikers Qian Mu (钱穆, 1895–1990).
Von 1920 bis 1926 besuchte er diverse private Grundschulen, an denen sein Vater jeweils unterrichtete. Beim Auswendiglernen von Passagen aus den chinesischen Klassikern war Qian Weichang sehr gut, mit dem Rechnen hatte er jedoch Probleme. Ab 1922 unterstützte er seine Mutter nach Schulschluss bei der Kreuzstichstickerei, um zum Familieneinkommen beizutragen.
Ab Anfang 1927 besuchte Qian Weichang das Kreisgymnasium Wuxi. Bald darauf besetzte jedoch die Nationalrevolutionäre Armee im Rahmen des Nordfeldzugs Wuxi und die Schule stellte ihren Betrieb ein. Im Herbst jenes Jahres wurde Qian Mu am Provinzgymnasium Suzhou als Chinesischlehrer angestellt. Im Herbst 1928 nahm Qian Weichang auf Empfehlung seines Onkels an der Aufnahmeprüfung der Schule teil und wurde als schlechtester aller Prüflinge gerade noch aufgenommen. Zu diesem Zeitpunkt hatte er mit fast 16 Jahren insgesamt nur fünf Jahre die Schule besucht; das einzige, was ihn bei der Prüfung gerettet hatte, waren Chinesisch und Geschichte. In den drei Jahren, die er am Gymnasium Suzhou verbrachte, hatte Qian Weichang weiterhin große Schwierigkeiten in den naturwissenschaftlichen Fächern, bestand dann aber dank Nachhilfeunterricht, vor allem seines Mathematiklehrers, im Frühjahr 1931 das Abitur.

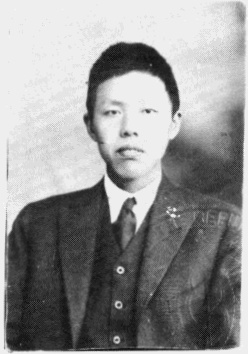
Wu Youxun

In den folgenden Monaten machte er bei mehreren Universitäten Aufnahmeprüfungen, bestand diese auch und entschied sich auf Empfehlung von Qian Mu, der gerade als außerordentlicher Professor an die Universität Peking berufen worden war, für die ebenfalls in Peking angesiedelte Tsinghua-Universität. Eigentlich wollte Qian Weichang Chinesisch und Geschichte studieren, aber nach dem Mukden-Zwischenfall am 18. September 1931, zwei Tage nach seiner Ankunft in Peking, entschloss er sich, lieber Physik zu studieren, um die Rüstung Chinas zu unterstützen. Sein Enthusiasmus war jedoch größer als seine Kenntnisse. Da er beim Abitur im Fach Physik nur 5 von 100 Punkten erlangt hatte (während 70 erforderlich gewesen wären), lehnte Wu Youxun, der Dekan der Fakultät für Physik, sein Ansinnen ab. Erst nach Intervention von Qian Mu und anderen Professoren aus dessen Umfeld wurde er zur Probe aufgenommen.
Abgesehen von seinen mangelnden Grundkenntnissen hatte Qian Weichang auch mit dem Unterrichtsmaterial zu kämpfen, das an der Tsinghua-Universität bei den naturwissenschaftlichen Fächern ausschließlich auf Englisch war. Selbst die einfachsten Worte musste er in einem Lexikon nachschlagen. Sein Talent für das Auswendiglernen von Fakten war angesichts der modernen Unterrichtsmethoden von sehr begrenztem Nutzen. Bei den wöchentlichen Prüfungen fiel er siebenmal hintereinander durch. Schließlich gab ihm Wu Youxun ins Chinesische übersetzte Lehrbücher, und im folgenden Jahr bestand er schließlich eine Prüfung. Im Weiteren machte er rasante Fortschritte. Im Frühjahr 1935 machte er mit der zusammen mit einem Kommilitonen erstellten Arbeit „Bestimmung der atmosphärischen Elektrizität in Peking“ (北京大气电的测定) als Jahrgangsbester seinen Abschluss als Diplomphysiker.
Auch körperlich war er gewachsen: während er bei Studienbeginn 1931 aufgrund von Mangelernährung und zahlreichen Krankheiten in der Kindheit nur 1,49 m groß war (an sich 1 cm zu wenig für die Tsinghua-Universität), maß er nun 1,66 m.
Nach seinem Abschluss blieb Qian Weichang – wieder auf Anraten von Qian Mu – als Doktorand an der Tsinghua-Universität. Doktoranden an der Fakultät für Physik erhielten damals einen Unterhaltszuschuss von 60 Yuan pro Monat, während er als Praktikant am Institut für Physik der Academia Sinica in Nanjing 100 Yuan verdient hätte. Qian Weichang erhielt jedoch ein Promotionsstipendium von 300 Yuan pro Jahr, gezahlt für drei Jahre, sodass er sich um seinen Lebensunterhalt keine Sorgen zu machen brauchte. Wu Youxun wurde sein Doktorvater, er befasste sich mit Spektralanalyse, speziell Atomspektroskopie, außerdem mit der Theorie von Lösungen. Nach dem Fall Pekings am 29. Juli 1937 musste er seine Promotion jedoch unterbrechen. Während sich Dozenten und Studenten der Tsinghua-Universität, einschließlich seines Doktorvaters, nach Kunming zurückzogen, wo zusammen mit der Universität Peking und der Nankai-Universität die Vereinigte Südwest-Universität gegründet wurde, ging Qian Weichang zunächst nach Tianjin und arbeitete ein Jahr lang als Gymnasiallehrer. 1939 begab er sich ebenfalls nach Kunming und unterrichtete an der Vereinigten Südwest-Universität Thermodynamik. Dort heiratete er am 1. August 1939 die Literaturwissenschaftlerin Kong Xiangying (孔祥瑛), eine Nachfahrin von Konfuzius in 75. Generation, die er im Dezember 1935 bei Studentenprotesten gegen die Kuomintang-Regierung kennengelernt hatte. Qian Weichang war 1935 einer der Mitbegründer der Nationalen Befreiungsfront (中华民族解放先锋队) gewesen, die später im Kommunistischen Jugendverband Chinas aufging.

## Auslandsaufenthalt

Qian Weichang 1943 in Toronto

Im Sommer 1939 bewarb sich Qian Weichang für ein Stipendium des Board of Trustees for the Administration of the Indemnity Funds Remitted by the British Government (中英庚款董事会), mit dem chinesischen Studenten aus Mitteln der ehemaligen Boxerentschädigung ein Auslandsstudium ermöglicht wurde. Für 20 Studienplätze gab es damals mehr als 3000 Bewerber. Qian Weichang wurde zusammen mit seinem späteren Kollegen Guo Yonghuai angenommen. Anfang 1940 reisten die beiden nach Kanada, wo sie sich an der University of Toronto an der Fakultät für Angewandte Mathematik einschrieben, Guo Yonghuai für Strömungsmechanik und Qian Weichang für Mechanik der Elastischen Körper, beides Fächer, die John Lighton Synge unterrichtete, der Dekan der Fakultät. Bei den üblichen Gesprächen mit den Studienanfängern stellte sich heraus, dass Qian Weichang sich bereits mit der Theorie elastischer Schalen und Platten befasst hatte, ein Gebiet, auf dem auch Synge forschte. Zusammen mit Synge verfasste er den Aufsatz The Intrinsic Theory of Elastic Shells and Plates, der in der Festschrift zum 60. Geburtstag (11. Mai 1941) von Theodore von Kármán erschien. Dank seiner Vorkenntnisse erlangte Qian Weichang im Juni 1941, nach nur einem Jahr, den Grad eines Diplommathematikers.
Bis zum Oktober 1941 hatte Qian Weichang den Aufsatz zu einer Dissertation mit gut 200 Seiten ausgebaut. Da man nach den Vorschriften der Universität mindestens drei Jahre dort studiert haben musste, um einen Doktortitel zu erlangen, verbrachte er die Zeit ab Frühjahr 1942 bei der Sonderkommission für Angewandte Mathematik des National Research Council of Canada. Am 17. Oktober 1942 hatte er seine Disputation.
Ende 1942 wurde Qian Weichang ein reguläres Mitglied der American Mathematical Society und begab sich ans California Institute of Technology. Dort befasste er sich unter Theodore von Kármán, dem Leiter des Guggenheim Aeronautical Laboratory, mit der Berechnung des Winkels gekrümmter Leitschaufeln von Turbinen. Nachdem Qian Weichang im Juni 1943 offiziell seinen Doktortitel verliehen bekommen hatte, wechselte er mit der Gründung des Jet Propulsion Laboratory im November 1943 an diese Einrichtung, wo er mit Qian Xuesen, Guo Yonghuai und Lin Jiaqiao zusammenarbeitete. Nachdem am 9. Juli 1945 der White Sands Proving Ground in New Mexico in Betrieb genommen worden war, führte er dort Testflüge von Raketen mit Flüssigkeitstriebwerken durch.

## Lehre und Forschung
Nach der Kapitulation Japans und dem Ende des Zweiten Weltkriegs erwachte in Qian Weichang der Wunsch, in die Heimat zurückzukehren. Von Kármán versuchte zwar, ihn am CalTech zu halten, am 6. Mai 1946 schiffte er sich jedoch in Los Angeles nach China ein. Am 26. Mai 1946 betrat Qian Weichang in Shanghai wieder chinesischen Boden.
Die Tsinghua-Universität bot ihm eine Professur an der Fakultät für Maschinenbau an, was er gerne annahm. Anfang August 1946 kehrte er nach Peking zurück und begann mit Beginn des Studienjahrs 1946/1947 Anfang September mit dem Unterricht. Damals herrschte in den von der Kuomintang kontrollierten Gebieten Chinas eine schwere Inflation. Sein Professorengehalt reichte nicht aus, um den Lebensunterhalt der Familie sicherzustellen, insbesondere nachdem Ende 1947 seine Tochter Qian Kailai (钱开来) geboren wurde. Daraufhin begann er auch an anderen Universitäten zu unterrichten. Neben der Tsinghua-Universität hielt er bis 1949 auch an der Universität Peking und der Yanjing-Universität fast alle Vorlesungen zu Angewandter Mechanik und Festigkeitslehre – 17 Lehrveranstaltungen pro Woche. Qian Xuesen, der zu jener Zeit als Professor am Massachusetts Institute of Technology tätig war und von seiner angespannten finanziellen Situation erfahren hatte, lud ihn 1948 ein, an das JPL zurückzukehren. Qian Weichang erhielt jedoch kein Visum für die USA.
Nach der kampflosen Übergabe Pekings an die Rote Armee am 31. Januar 1949 wurde im März 1949 an der Tsinghua-Universität eine Hochschulverwaltungskommission (清华大学校务委员会) eingerichtet, in die Qian Weichang als stellvertretender Leiter der Arbeitsgruppe Lehrbetrieb (副教务长) berufen wurde. Ab 1951 war Qian Weichang auch an der Chinesischen Akademie der Wissenschaften aktiv. Im Januar 1951 genehmigte die Zentrale Volksregierung der Volksrepublik China (中华人民共和国中央人民政府, die Vorläuferorganisation des Staatsrats) die Einrichtung des Instituts für Mathematik der Akademie der Wissenschaften (中国科学院数学研究所) unter der Leitung von Hua Luogeng, das am 1. Juli 1952 seinen Betrieb aufnahm.
Ende 1953 wurde am Institut für Mathematik ein Labor für Mechanik (力学研究室) eingerichtet, dessen Leitung Qian Weichang übernahm. Die beiden Forschungsgebiete des Labors waren die Mechanik fester Körper und Strömungsmechanik, man arbeitete eng mit der Tsinghua-Universität und der Universität Peking zusammen.
1952 hatte Qian Weichang zusammen mit anderen Professoren an der Universität Peking die Fakultät für Mechanik aufgebaut.
Am 26. April 1951 war Qian Xuesen, mittlerweile Professor am CalTech, im Rahmen der Kommunistenverfolgung unter Joseph McCarthy in Los Angeles unter Hausarrest gestellt worden. Erst am 5. August 1955 erhielt er nach Intervention von Premierminister Zhou Enlai die Erlaubnis zur Ausreise und traf am 8. Oktober 1955 in China ein. Wenig später, ab November 1955, begannen Qian Xuesen und Qian Weichang die Gründung eines eigenständigen Instituts für Mechanik voranzutreiben, nun nicht mehr mit Blick auf Grundlagenforschung, sondern mit der Zielsetzung, den Aufbau der chinesischen Industrie zu unterstützen. Am 5. Januar 1956 reichte die Chinesische Akademie der Wissenschaften einen entsprechenden Antrag beim Staatsrat der Volksrepublik China ein, der am 16. Januar genehmigt wurde. Als das Institut für Mechanik der Chinesischen Akademie der Wissenschaften im September 1956 seinen regulären Betrieb aufnahm, hatte es Forschungsgruppen für die Mechanik der elastischen Körper, die Mechanik der plastischen Körper, die Dynamik von Flüssigkeiten und Gasen, Theorie der Steuerungs- und Regelungstechnik, Optimierungsrechnung, chemische Strömungsmechanik und physikalische Mechanik. Leiter des Instituts, das bereits sehr konkret auf Raketenbau ausgerichtet war, war Qian Xuesen, sein Stellvertreter Qian Weichang.

## Verfolgung und Politisches Engagement
1952 trat Qian Weichang in die der KPCh nahestehende Demokratische Liga Chinas ein und wurde im Februar 1956 ins Zentralkomitee der Partei gewählt.
Ab 1953 war er an der Ausarbeitung der ersten Verfassung der Volksrepublik China beteiligt. Qian Weichang wurde im Sommer 1954 in seinem heimatlichen Wahlkreis Jiangsu in den Nationalen Volkskongress gewählt, der bei seiner ersten Sitzung am 20. September 1954 die Verfassung einstimmig verabschiedete.
Am 31. Januar 1957 veröffentlichte Qian Weichang in der Renmin Ribao, dem Parteiorgan der KPCh, den Aufsatz „Ausbildungsziele an Polytechnischen Hochschulen“ (高等工业学校的培养目标问题), in dem er das auch an den chinesischen Universitäten eingeführte sowjetische Unterrichtssystem kritisierte. Er sprach sich dafür aus, Naturwissenschaften und Ingenieurwesen an einer gemeinsamen Hochschule zu unterrichten und wieder mehr Wert auf die Grundlagenfächer zu legen. Gleichzeitig sollten Ingenieure nicht nur an der Hochschule ausgebildet werden, sondern in den Fabriken Praktika machen und vor allem zur selbständigen Analyse und Problemlösung angehalten werden.
Hiebei handelte es sich an sich um Selbstverständlichkeiten. Da sich China jedoch gerade an die Sowjetunion annäherte – am 15. Oktober 1957 unterzeichnete Vizepremier Nie Rongzhen nach langen Verhandlungen das „Übereinkommen zwischen der Chinesischen Regierung und der Regierung der Sowjetunion über die Herstellung neuartiger Waffen und militärischer Ausrüstung sowie den Aufbau einer umfassenden Atomindustrie in China“ – kamen Qians Thesen zur Unzeit. Dem Aufsatz waren im Rahmen der Hundert-Blumen-Bewegung dreimonatige heftige Diskussionen an der Tsinghua-Universität vorausgegangen, und im Oktober 1957 wurde Qian Weichang im Rahmen der Anti-Rechts-Bewegung als „Rechtes Element“ (右派分子) klassifiziert.
Bereits im Mai 1957 war er seines Postens als stellvertretender Leiter des Instituts für Mechanik enthoben worden, nun verlor er auch seinen Sitz im Parlament und sämtliche Verbandsposten. Er behielt zwar seinen Lehrstuhl an der Tsinghua-Universität, sein Gehalt wurde jedoch um zwei Besoldungsklassen gekürzt.
Die Klassifizierung Qian Weichangs als „Rechtes Element“ wurde bald als Fehler erkannt und 1960 wieder zurückgenommen. Er konnte an der Tsinghua-Universität jedoch weiterhin nur eine begrenzte Zahl von Vorlesungen halten. Daraufhin begann er auf Bitten aus Industriekreisen am offiziellen Hochschulsystem vorbei „Untergrundkurse“ zu halten. So bot er für die Metallurgen im Raum Peking eine Vorlesungsreihe zum Thema Kristallelastizität an, für die Luftfahrtingenieure Aeromechanik und Aeroelastizität. Die Teilnehmerzahlen bei diesen zwischen einigen Monaten und einem halben Jahr (also ein Semester) dauernden Kursen lagen zwischen einigen dutzend und einigen hundert Personen.
In der Kulturrevolution geriet er erneut in Schwierigkeiten und wurde 1968 zu Umerziehungszwecken als Werkstattarbeiter an die Sonderstahlfabrik Peking (北京特种钢厂) versetzt, heute eine Tochtergesellschaft der Shougang Group.
Auch dort begann er bald, Fortbildungskurse für die Arbeiter zu halten. Erst 1972 konnte er auf Intervention von Zhou Enlai zwar noch nicht an der Universität unterrichten, aber wieder als Wissenschaftler ins Ausland reisen.
Bei den Wahlen Ende 1974 wurde Qian Weichang erneut für die Demokratische Liga Chinas in den Nationalen Volkskongress gewählt, diesmal im Wahlkreis Peking. Auf seiner ersten und einzigen Sitzung verabschiedete der Volkskongress am 17. Januar 1975 eine überarbeitete Version der chinesischen Verfassung, bei der auf Anregung von Mao Zedong die Ämter des Staatspräsidenten und der Vizepräsidenten abgeschafft waren. In der nächsten Legislaturperiode (1978–1983) saß Qian nicht mehr im Volkskongress, sondern wurde von seiner Partei in die Politische Konsultativkonferenz des chinesischen Volkes entsandt, wo der Demokratischen Liga Chinas 50 Sitze zustehen. 1980 wurde er dort dann auch in den Ständigen Ausschuss gewählt, der etwa alle zwei bis drei Monate tagt und die Gesetzesvorlagen ausarbeitet, über die in den jährlichen Vollversammlungen abgestimmt wird. Auch in der Legislaturperiode 1983–1988 saß er für die Demokratische Liga Chinas im Ständigen Ausschuss der Politischen Konsultativkonferenz und wurde 1987 zum Stellvertretenden Vorsitzenden der Konsultativkonferenz gewählt, ein Posten, den er von da an bis März 2003 ununterbrochen innehatte.
Auch in der Partei selbst war Qian Weichang sehr aktiv. Von Oktober 1979 bis Dezember 1983 saß er im Ständigen Ausschuss des Zentralkomitees der Demokratischen Liga, von Dezember 1983 bis Oktober 1997 war er stellvertretender Parteivorsitzender, und von Oktober 1997 bis Dezember 2007 Ehrenvorsitzender. Als die Demokratische Liga angesichts der stark unterschiedlichen Lebens- und Einkommensverhältnisse innerhalb Chinas 1988 begann, als Gegenentwurf zu Deng Xiaopings Reform- und Öffnungspolitik jenes Konzept zu entwickeln, das 1999 als „Chinas Go-West-Strategie“ bekannt werden sollte, war er es, der zusammen mit dem Ethnologen und damaligen Parteivorsitzenden Fei Xiaotong die erste Expertengruppe auf einer einmonatigen Inspektionsreise nach Gansu, Qinghai, Ningxia und in die Innere Mongolei führte. Bei Treffen mit den örtlichen Politikern wurden ausführliche Gespräche über deren Bedürfnisse geführt, was dann im weiteren Verlauf zur Einrichtung der Wirtschaftsentwicklungszonen am Oberlauf des Gelben Flusses führte.

## Shanghai-Universität
Nach seiner offiziellen Rehabilitierung 1979 war Qian Weichang ab 1980 wieder in der Verwaltung der Chinesischen Akademie der Wissenschaften tätig. Im Mai 1980 gründete er an der heutigen Jiaotong-Universität Chongqing die Fachzeitschrift „Angewandte Mathematik und Mechanik“ (应用数学和力学), als deren Chefredakteur er bis 2002 tätig war.
Er hielt jedoch keine Vorlesungen mehr.

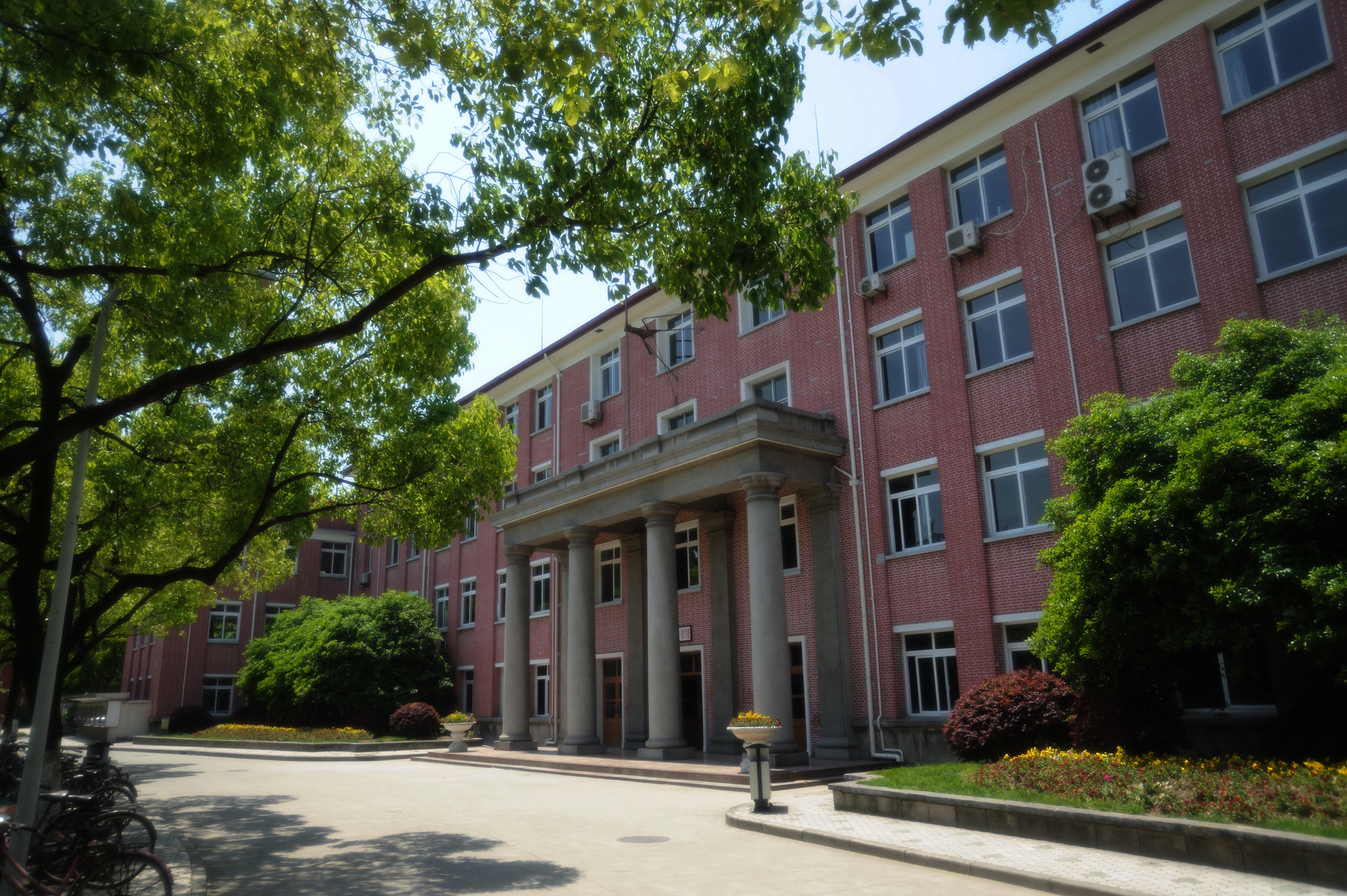
Unterrichtsgebäude Nr. 1 der Polytechnischen Universität Shanghai

1983 wurde Qian Weichang auf Anordnung von Deng Xiaoping trotz seines Alters von fast 71 Jahren, also weit jenseits des chinesischen Pensionsalters von 60 Jahren, zum Rektor der Polytechnischen Universität Shanghai (上海工业大学) berufen. 1984 gründete er an der Universität das Shanghaier Institut für Angewandte Mathematik und Mechanik (上海市应用数学和力学研究所), 1992 führte er an der Polytechnischen Universität als der ersten Universität in Shanghai das Leistungspunkte-System ein. Bei einer Hochschulreform im Jahr 1994 wurden die Polytechnische Universität Shanghai, die Universität für Wissenschaft und Technik Shanghai (上海科学技术大学), die Technische Fachhochschule Shanghai (上海科技高等专科学校) und die ursprüngliche Shanghai-Universität zur neuen Shanghai-Universität vereinigt, die am 27. Mai 1994 mit dem Beginn des Sommersemesters ihren Betrieb aufnahm. Rektor der vereinigten Universität wurde wieder Qian Weichang, mittlerweile 81 Jahre alt.
Qian Weichang setzte es sich zum Ziel, die Shanghai-Universität zu einer Forschungseinrichtung von internationalem Niveau auszubauen. Durch seinen Posten als Stellvertretender Vorsitzender der Politischen Konsultativkonferenz des chinesischen Volkes war er gut vernetzt, und im Dezember 1997 wurde die Shanghai-Universität als Exzellenzuniversität in das sogenannte „Projekt 211“ aufgenommen.
Dadurch erhielt sie sowohl von der Shanghaier Stadtregierung als auch vom Ministerium für Bildung der Volksrepublik China Fördermittel, und am 26. Dezember 1997 konnte der Grundstein für einen neuen, 100 ha großen Campus gelegt werden.
Am frühen Morgen des 30. Juli 2010 verstarb Qian Weichang im Alter von 97 Jahren. Zehn Jahre später, am 5. Februar 2020, wurde der Asteroid des Hauptgürtels 283279, auch bekannt als 2011 HH38, nach ihm benannt.